# Luftwaffe (Wehrmacht)
Luftwaffe var Nazi-Tysklands luftvåben oprettet d. 26. februar 1935 i modstrid med Versailles-traktaten fra 1919. Luftwaffe blev opløst ved 2. verdenskrigs afslutning. Luftwaffe havde monopol på flyvning i de tyske væbnede styrker (Göring: „Alles was fliegt, gehört mir“) selv pontonfly på slagskibe, faldskærmstropper og små observationsfly, der i andre lande ville høre under hæren og flåden.
Ved 2. verdenskrigs udbrud i september 1939 var Luftwaffe verdens største og mest moderne luftvåben. Tysklands 16 år uden flystyrker gjorde, at Luftwaffe blev styret af hærofficerer. Luftwaffe var et eminent taktisk luftvåben, men elendigt strategisk. Så længe Luftwaffe støttede pansertropperne i lynkrigsskonceptet i Polen, Vesteuropa, Afrika og Sovjetunionen, klarede det sig perfekt. Men når det selvstændigt skulle kæmpe over de britiske øer, kom det til kort. En strategisk bombestyrke ville have kunnet svække den sovjetiske våbenindustri ved Uralbjergene.
Reichsmarschall Hermann Göring var chef for Oberkommando der Luftwaffe – OKL. Han udmærkede sig som flyver-es under 1. verdenskrig og var Hitlers naturlige valg som Luftwaffes chef. Göring var korrupt og skaffede kontrakter til vennerne frem for at vælge de bedste producenter. En anden brist var hans hang til praleri på Luftwaffes vegne.
Luftwaffe kunne ikke udslette Royal Air Force før en tysk invasion af England, det kunne ikke hindre allierede bombefly i at sønderbombe Tyskland, det kunne ikke forsyne den omringede 6. Armé ved Stalingrad og ydede en dårlig flyrekognoscering for ubådene i Atlanten. Alt sammen noget Göring havde pralet med, at det kunne.
Geografisk var Luftwaffe opdelt i luftflåder:
| Luftflotte | 1935§            | 1940£              | 1942                                 | 1944$                                        | 1945                         |
| ---------- | ---------------- | ------------------ | ------------------------------------ | -------------------------------------------- | ---------------------------- |
| I          | Nordøsttyskland  | Polen              | Leningradområdet                     | Baltikum                                     | Litauen                      |
| II         | Nordvesttyskland | Belgien og Holland | Nordafrika og Middelhavet            | Norditalien                                  | Norditalien                  |
| III        | Sydvesttyskland  | Frankrig           | Frankrig, Holland og Belgien         | Frankrig, Holland og Belgien                 | Vestlige Tyskland og Holland |
| IV         | Østrig (1938)    | Østrig og Tjekkiet | Stalingradområdet                    | Ungarn, Jugoslavien, Bulgarien og Rumænien   | Ungarn og Jugoslavien        |
| V          | ej oprettet      | Norge (Danmark)    | Norge og Finland (Danmark)           | Danmark, Norge og Finland                    | Danmark og Norge             |
| VI         | ej oprettet      | ej oprettet        | Moskvaområdet                        | Hviderusland                                 | Østlige Tyskland             |
| Reich      | ej oprettet      | ej oprettet        | ej oprettet                          | Tyskland                                     | Det centrale Tyskland        |
| X          | ej oprettet      | ej oprettet        | Ergänzungs- und Ausbildungseinheiten | avanceret og begynder- og uddannelsesenheder | Berlin                       |

§Benævnt Luftkreis i 1935, Luftwaffengruppenkommando i 1938 og Luftflotte i februar 1939.

£August 1940, Luftflotte II, III & V deltog i Slaget om England.

$6. juni 1944; D-dagen

Et forskelligt antal Fliegerkorps var tildelt hver luftflåde.
Et Fliegerkorps bestod af specialiserede Geschwaders.

Operativt var Luftwaffe opdelt i Geschwaders (flyverregimenter):
- 41 JG — Jagdgeschwader (jagerfly).
- 6 ZG — Zerstörergeschwader (tunge jagerfly).
- 12 NJG — Nachtjagdgeschwader (natjager)
- 23 KG — Kampfgeschwader (bombefly).
  - SKG — Schnellkampfgeschwader (hurtige bombefly)
- 15 SG — Schlachtgeschwader (jagerbomber).
  - StG — Sturzkampfgeschwader (styrtbombefly).
- 3 AG — Aufklärungsgeschwader (rekognosceringsfly).
  - FAG — Fernaufklärungsgeschwader (rekognosceringsfly, f.eks. Ju 290, He 219).
  - SAG — Seeaufklärungsgeschwader (maritime patruljefly, f.eks. BV 138 Anders And).
  - NAG — Nahaufklärungsgeschwader (observationsfly f.eks. Fi 156, Me 109).
- 5 KüFlG — Küstenfliegergeschwader (torpedofly, minestrygere, redningsfly).
- 1 BFG — Bordfliegergeschwader (skibsbårne søfly f.eks. Ar 196).
- 5 KG.z.b.V — Kampfgeschwader zur besonderen Verwendung (transportfly).
  - senere TG — Transportgeschwader.
- 2 LLG — Luftlandegeschwader (transportsvævefly)
- 4 LG — Lehrgeschwader (operativ overgangstræning)
- 1 TrG — Trägergeschwader (hangarskibsfly til det aflyste hangarskib Graf Zeppelin)

| das Geschwader (RAF:group) | 3 Gruppen + Geschwaderstab     | Major, oberstløjtnant eller oberst |
| die Gruppe (RAF:wing)      | 3 Staffeln + 3 Stabsfly        | Kaptajn eller major                |
| die Staffel (RAF:squadron) | 9 fly i starten, senere 16 fly | Premierløjtnant eller kaptajn      |
| der Schwarm (RAF:section)  | 4 fly                          | Formationsleder                    |
| die Rotte (RAF:pair)       | 2 fly                          | Rodeleder                          |

1., 2. og 3. Staffeln udgjorde I Gruppe; 4., 5. og 6. Staffeln udgjorde II Gruppe og 7., 8. og 9. Staffeln udgjorde III Gruppe.

3/JG52 var således den tredje eskadrille, tilhørende I Gruppe, i Jagdgeschwader 52

## Schwarze Männer
Luftwaffes flymekanikere blev kaldt die schwarze Männer, pga. deres sorte kedeldragter. Hver Gruppe havde et Flughafenbetriebskompanie ledet af en Ingenieur-Offizier. Der var cirka 150 mekanikere opdelt i en Betriebszug til hver Staffel til småeftersyn og -reparationer samt et Werkstattzug til større arbejder.

Prüfmeister für Zellen var ansvarlig for flyenes krop og vinger, Prüfmeister für Triebwerke var ansvarlig for flyenes motorer, og Prüfmeister für Elektrische Anlage var ansvarlig for flyenes elektriske installationer.